# Сяран-Сирмы
Сяра́н-Сирмы́ (чув. Çаранçырми) — деревня в Моргаушском районе Чувашской Республики. Входит в состав Тораевского сельского поселения.

## География
Находится в северо-западной части Чувашии, на расстоянии приблизительно 8 км на запад-юго-запад по прямой от районного центра села Моргауши на левом берегу речки Штранга.

## История
Известна с 1795 года, когда здесь было 7 дворов. В 1858 году здесь был учтен 121 житель, в 1906 — 38 дворов и 185 жителей, в 1926 — 42 двора и 206 жителей, в 1939—206 жителей, в 1979—142. В 2002 году было 35 дворов, в 2010 — 31 домохозяйств. В 1930 году был образован колхоз «Киров», в 2010 действовал КФХ «Салтыков».

## Население
Постоянное население составляло 96 человек (чуваши 100 %) в 2002 году, 74 в 2010.